# 築館郵便局
築館郵便局（つきだてゆうびんきょく）は宮城県栗原市にある郵便局。民営化前の分類では集配特定郵便局であった。

## 概要
住所：〒987-2299 宮城県栗原市築館薬師4-6-7
民営化直前の集配業務再編において、多くの集配特定郵便局は配達センターとなったが、当局は地域郵便輸送の拠点として統括センターとされたため、民営化に際し郵便事業株式会社の支店が併設された。

## 沿革
- 1873年（明治6年）11月13日 - 築館郵便取扱所として開設[1]。
- 1875年（明治8年）1月1日 - 築館郵便局（五等）となる。
- 1879年（明治12年） - 為替取扱を開始。
- 1880年（明治13年） - 貯金取扱を開始。
- 1894年（明治27年）12月11日 - 築館郵便電信局となる。
- 1903年（明治36年）4月1日 - 通信官署官制の施行に伴い築館郵便局となる。
- 1959年（昭和34年）1月21日 - 富野郵便局から電話交換事務の取扱を移管[2]。
- 1966年（昭和41年）2月13日 - 電話交換、欧文電報受付・配達、国際電報受付・配達の各業務を築館電報電話局に移管。
- 1983年（昭和58年）7月4日 - 栗原郡築館町字町屋敷から同町字伊豆町に移転。
- 2007年（平成19年）10月1日 - 民営化に伴い、併設された郵便事業築館支店に一部業務を移管。
- 2012年（平成24年）10月1日 - 日本郵便株式会社発足に伴い、郵便事業築館支店を築館郵便局に統合。

## 取扱内容
- 郵便、印紙、ゆうパック、内容証明
- 貯金、為替、振替、振込、国際送金、国債、投資信託
- 生命保険、バイク自賠責保険
- ゆうちょ銀行ATM（振替対応・ホリデーサービス実施）
- 栗原市内の一部地域（〒987-22xx）の集配業務
- ゆうゆう窓口

## 周辺
- 栗原市役所・築館総合支所
- 栗原市立図書館
- 築館簡易裁判所
- 築館合同庁舎
- イオンタウン築館（旧築館サティ跡地）
- 国道4号
- 国道398号
- 迫川

## アクセス
- 栗原市民バス 伊豆一丁目停留所下車
- 東北自動車道 築館ICから北へ約3km
- 駐車場あり：6台